# Johnnie Armstrong
 (octobre 2018).
Si vous disposez d'ouvrages ou d'articles de référence ou si vous connaissez des sites web de qualité traitant du thème abordé ici, merci de compléter l'article en donnant les références utiles à sa vérifiabilité et en les liant à la section « Notes et références ».

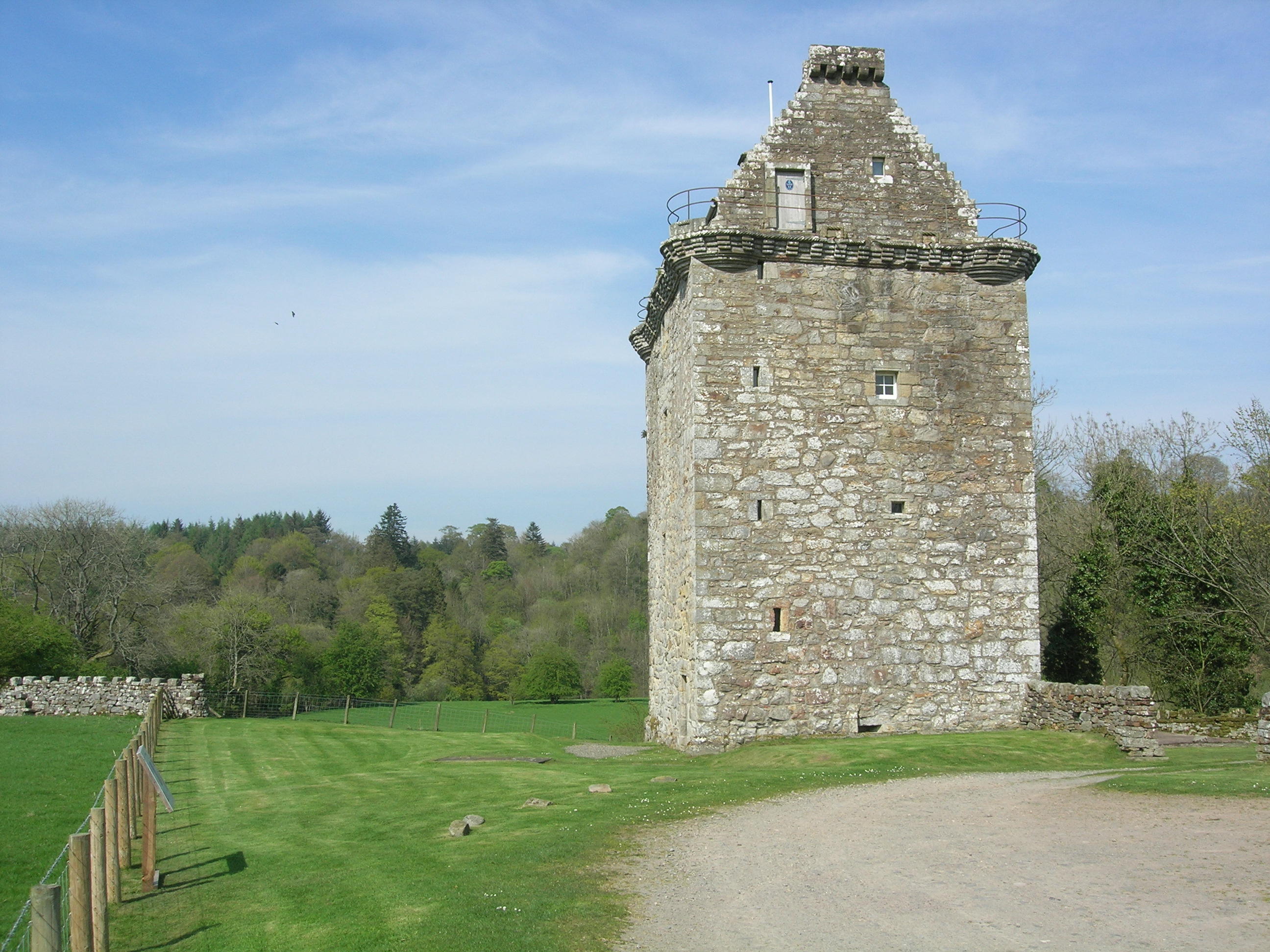
Gilnockie Tower, dans le Dumfries and Galloway.

Johnnie Armstrong de Gilnockie ou Johnie Armstrong est un aventurier et héros écossais. 
Il est capturé et pendu par le roi Jacques V en 1530. Dans le recueil Child ballad, la ballade folklorique no 169 raconte son histoire.

## Biographie
John Armstrong de Langholm et Staplegorton, souvent appelé Johnnie de Gilnockie, est un chef de bande écossais célèbre et un des Border reiver du clan Armstrong. Il était un pillard qui opérait le long de la frontière entre l'Angleterre et l’Écosse durant le début du XVIe siècle avant que les deux pays ne soient liés par l'union des couronnes. Comme ses compagnons d'armes, il s'engage dans des raids en Angleterre et mène plus de cent soixante hommes alors qu'il n'avait rien pour les payer.
L'idée du personnage dans le romantisme écossais est promue par les écrivains Walter Scott et Herbert Maxwell (XIXe siècle). Johnnie Armstrong opère en toute impunité pendant plusieurs années sous la protection de Robert Maxwell, qui est le leader du groupe de pillards. Il brûle Netherby Hall en 1527, afin de venger cet affront, et William Dacre incendie le village de Canonbie en 1528. Alors Gavin Dunbar, l'archevèque de Glasgow, qui était aussi le Lord Chancelier d’Écosse, intervient et décide d'excommunier Johnnie Armstrong, afin de rétablir l'ordre et de reprendre des relations diplomatiques avec l'Angleterre. Quand le roi Jacques V prit part personnellement au conflit, il traite Armstrong et ses hommes sévèrement, les traitant comme des rebelles contre son autorité.
En 1530, Armstrong est capturé. Le roi lui garantit sa sécurité, mais il est par la suite pendu avec 36 de ses hommes à la chapelle de Caerlanrig. Un mémorial à la mémoire d'Armstrong et ses hommes se tient dans le cimetière de la chapelle.

## La ballade
The Ballad of Johnnie Armstrong (la chanson de Johnnie Armstrong), une des nombreuses Border ballads qui raconte les histoires des reivers, relate que le roi envoya une lettre à Johnnie Armstrong, lui demandant de venir à la cour tout en lui promettant qu'il sera en sécurité. Johnnie est aveuglé par les honneurs qu'il entrevoit et ordonne à ses hommes de se vêtir richement pour paraître à la cour. À leur arrivée, Johnnie demande pardon au roi, mais celui-ci décide de faire arrêter Armstrong et sa suite qui décident alors de se battre. Ils sont tous tués, Johnnie est abattu d'un coup dans le dos. Comme dans beaucoup de ballades écossaises, son fils jure de le venger.
Certaines variantes de la chanson commencent par une complainte sur combien il est dangereux de comparaître devant le roi, et d'autres finissent par un remerciement aux Reivers pour avoir gardé les Anglais hors d’Écosse.